# Alfred Hedlund
Alfred Hedlund, född 31 januari 1884 i Norra Nöbbelöv, Skåne, död 14 oktober 1930 i Lund, var en svensk målare.
Han var son till skräddaren Lars Hedlund och Kerstin Nilsdotter. Hedlund började som 14-åring som målarlärling i Lund samtidigt som han studerade konst för Fredrik Krebs vid Lunds tekniska skola. Han reste 1908 till Stockholm med tanke på att få studera vid Konstakademien. Han arbetade som yrkesmålare i Stockholm samtidigt som han studerade vid Tekniska skolan och kvällsföreläsningarna vid Konstakademien och från hösten 1910 kunde han studera landskapsmåleri på heltid för Olof Arborelius och Alfred Bergström och porträttmåleri för Oscar Björk vid Konstakademien fram till 1916. Han tilldelades ett resestipendium 1920 som förde honom till Paris, Marseille, Rom och Palermo. Han ställde ut separat på Lunds universitets konstmuseum 1923 och medverkade årligen i utställningar med Skånes konstförening sedan 1924. Han var en av stiftarna till konstgruppen Aura och medverkade i samtliga av gruppens utställningar. En minnesutställning med  Hedlunds konst visades på Konstakademien och på Lunds universitets konstmuseum 1933 och ytterligare en minnesutställning visades på Svartbrödraklostret i Lund 1939. Hans konst består av  porträtt, parkinteriörer, stadsbilder och skånska landskap och motiv från Stockholmstrakten. Hedlund är representerad vid  Moderna museet i Stockholm, Malmö museum, Lunds universitets museum, Sydöstra Skånes museum i Tomelilla och vid Stockholms stadshus. Han är begravd på Norra Nöbbelövs kyrkogård.